# Vis viva
In de wetenschapsgeschiedenis is vis viva (van het Latijn voor levende kracht) een achterhaalde wetenschappelijke theorie, die als een elementaire en beperkte, vroege formulering van het beginsel van behoud van energie een rol heeft gespeeld in de ontwikkeling van de natuurkunde. Vis viva kan gezien worden als een vorm van kinetische energie of van energie, die verband houdt met waarneembare bewegingen. 
Voorgesteld door Gottfried Leibniz in de periode 1676-1689, was de theorie omstreden, omdat zij niet verenigbaar leek te zijn met de theorie van behoud van impuls, die werd bepleit door Sir Isaac Newton en René Descartes. De twee theorieën worden nu als complementair gezien. 
De theorie werd uiteindelijk in de moderne theorie van de energie opgenomen, hoewel de term in de vorm van de vis-vivavergelijking nog steeds voortleeft in de hemelmechanica.